# Соин, Сергей Викторович
Сергей Викторович Соин (31 марта 1982, Москва) — российский хоккеист, центральный нападающий.

## Карьера
Воспитанник московского клуба «Крылья Советов». Начал карьеру в 1998 году в «Крыльях Советов». Спустя два года на драфте НХЛ был выбран во 2 раунде под общим 50 номером клубом «Колорадо Эвеланш». В 2003 году перешёл в ЦСКА. В 2005 году подписал контракт с череповецкой «Северсталью», где стал лидером команды, за 6 лет набрав 129 (49+80) очков в 331 проведённом матче.
16 мая 2011 года заключил двухлетнее соглашение с московским «Динамо». В составе «Динамо» Соин дважды завоевал Кубок Гагарина.
Летом 2019 года завершил игровую карьеру и начал тренерскую работу в командах 2005 и 2010 годов рождения клуба «Крылья Советов».

### В сборной
На чемпионате мира 2003 года провел 7 игр в составе сборной России. Также принимал участие в юниорских чемпионатах мира 1999 и 2000 годов, на последнем из которых он стал обладателем серебряной медали. На молодёжном чемпионате мира 2002 года вместе с командой стал победителем турнира. В 2013 г. принял участие в ЧМ-2013 в составе сборной России.

## Достижения
- Серебряный призёр чемпионата мира среди юниоров 2000.
- Чемпион мира среди молодёжных команд 2002.
- Двукратный обладатель Кубка Гагарина в сезонах 2011/2012 и 2012/2013.
- Двукратный Чемпион России 2011/12 и 2012/13.
- Обладатель Кубка мэра Москвы 2012
- Обладатель "Кубка «Локомотива» 2012
- Награждён медалью «За боевое содружество» 2011

## Тренерская деятельность
В 2015 г. открыл хоккейную школу для детей хоккейный тренировочный лагерь «Крылья».

## Статистика
| Легенда | Легенда                    | Легенда | Легенда                   | Легенда | Легенда    |
| ------- | -------------------------- | ------- | ------------------------- | ------- | ---------- |
| И       | Количество проведённых игр | Штр     | Штрафное время            | +/−     | Плюс-минус |
| Г       | Голы                       | П       | Голевые передачи          | О       | Очки       |
| -       | Статистика неизвестна      | —       | Статистика не учитывалась |         |            |